# Litiotantita
La litiotantita és un mineral de la classe dels òxids que pertany al grup de la wodginita. El seu nom fa al·lusió al seu contingut de liti i tàntal.

## Característiques
La litiotantita és un òxid de fórmula química LiTa₃O₈. Cristal·litza en el sistema monoclínic en forma de cristalls rugosos, equants, de fins a 0.4 mm. La seva duresa a l'escala de Mohs és d'entre 6 i 6,5. És el dimorf de la litiowodginita.
Segons la classificació de Nickel-Strunz, la litiotantita pertany a «04.DB - Metall:Oxigen = 1:2 i similars, amb cations de mida mitjana; cadenes que comparteixen costats d'octàedres» juntament amb els següents minerals: argutita, cassiterita, plattnerita, pirolusita, rútil, tripuhyita, tugarinovita, varlamoffita, byströmita, tapiolita-(Fe), tapiolita-(Mn), ordoñezita, akhtenskita, nsutita, paramontroseïta, ramsdel·lita, scrutinyita, ishikawaïta, ixiolita, samarskita-(Y), srilankita, itriocolumbita-(Y), calciosamarskita, samarskita-(Yb), ferberita, hübnerita, sanmartinita, krasnoselskita, heftetjernita, huanzalaïta, columbita-(Fe), tantalita-(Fe), columbita-(Mn), tantalita-(Mn), columbita-(Mg), qitianlingita, magnocolumbita, tantalita-(Mg), ferrowodginita, litiowodginita, titanowodginita, wodginita, ferrotitanowodginita, wolframowodginita, tivanita, carmichaelita, alumotantita i biehlita.

## Formació i jaciments
La litiotantita es forma en zones de microclina-albita en pegmatites granítiques. Va ser descoberta al dipòsit de tàntal d'Ognevka (Província del Kazakhstan Oriental, Kazakhstan). També ha estat descrita en un altre dipòsit de tàntal proper al seu lloc de descobriment, a la mina Manono (Katanga, República Democràtica del Congo) i dos indrets d'Itinga (Minas Gerais, Brasil).
Sol trobar-se associada a altres minerals com: lepidolita, apatita, albita, thoreaulita, cassiterita, rankamaïta, irtyshita (Província del Kazakhstan Oriental); cassiterita, calciotantita, microlita, thoreaulita i cesplumtantita (Manono).